# アルバロ・ドミンゲス
アルバロ・ドミンゲス・ソト（Alvaro Dominguez Soto, 1989年5月15日 - ）は、スペイン・マドリード出身の元サッカー選手。現役時代のポジションはディフェンダー。
マドリードのキングズ・カレッジで学び、流暢な英語を話せる。

## 経歴

### クラブ
レアル・マドリードの下部組織に在籍していたこともあるが、12歳の時に近隣のアトレティコ・マドリードの下部組織に移った。2008年10月22日、UEFAチャンピオンズリーググループリーグのリヴァプールFC戦(1-1)に先発出場してトップチームデビューしたが、2008-09シーズンの大半はセグンダ・ディビシオンB（3部）のアトレティコ・マドリードBでプレーした。2009年10月にキケ・サンチェス・フローレスがトップチーム監督に就任すると、センターバックのレギュラーに抜擢され、11月16日、2013年6月までの初のプロ契約を結んだ。2009-10シーズンのコパ・デル・レイでは決勝でセビージャFCに敗れたが、UEFAヨーロッパリーグではバレンシアCF、リヴァプールFCなどを破って決勝に進出し、決勝でイングランドのフラムFCを下して優勝した。2010年夏のUEFAスーパーカップ・インテル戦では左サイドバックとしてフル出場し、インテルを完封してタイトル獲得に貢献した。2010-11シーズンもレギュラーとしてプレーし、12月19日のマラガCF戦(3-0)でプロ初得点を挙げた。
2012-13シーズンよりドイツ・ブンデスリーガのボルシア・メンヒェングラートバッハへ移籍した。
2016年12月6日、背中に抱えた負傷が癒えず、27歳で現役からの引退を表明した。

### 代表
2009年にはU-20スペイン代表として2009 FIFA U-20ワールドカップに出場した。2011年にはルイス・ミージャ監督によってデンマークで開催されたUEFA U-21欧州選手権2011のメンバーに選ばれ、アルベルト・ボティアとセンターバックのコンビを組んで全試合に先発出場して優勝に貢献した。
2011年8月25日、ビセンテ・デル・ボスケ監督によってスペインA代表に初招集されたが、チリ戦とリヒテンシュタイン戦には出場していない。2012年5月26日のセルビア戦でフル代表デビューを果たした。
2012年にはロンドン五輪のスペイン代表に選出されたが、チームはグループリーグで敗退した。

## タイトル

### クラブ
- アトレティコ・マドリード

UEFAヨーロッパリーグ 優勝 : 2009-2010
UEFAスーパーカップ 優勝 : 2010
コパ・デル・レイ 準優勝 : 2009-2010

### 代表
- U-21スペイン代表

UEFA U-21欧州選手権 優勝 : 2011

## 個人成績
2015年8月2日時点
| クラブ                           | シーズン | 国内リーグ | 国内リーグ | 国内カップ | 国内カップ | 欧州カップ | 欧州カップ | 通算 | 通算 |
| クラブ                           | シーズン | 出場       | 得点       | 出場       | 得点       | 出場       | 得点       | 出場 | 得点 |
| -------------------------------- | -------- | ---------- | ---------- | ---------- | ---------- | ---------- | ---------- | ---- | ---- |
| アトレティコ・マドリード         | 2008–09  | 3          | 0          | 1          | 0          | 1          | 0          | 5    | 0    |
| アトレティコ・マドリード         | 2009–10  | 26         | 0          | 8          | 0          | 12         | 0          | 46   | 0    |
| アトレティコ・マドリード         | 2010–11  | 19         | 2          | 3          | 0          | 6          | 0          | 28   | 2    |
| アトレティコ・マドリード         | 2011–12  | 28         | 3          | 1          | 0          | 12         | 1          | 41   | 4    |
| スペイン                         | スペイン | 76         | 5          | 13         | 0          | 30         | 1          | 120  | 6    |
| ボルシア・メンヘングラートバッハ | 2012–13  | 30         | 2          | 2          | 0          | 8          | 0          | 40   | 2    |
| ボルシア・メンヘングラートバッハ | 2013–14  | 21         | 1          | 1          | 0          | 0          | 0          | 22   | 1    |
| ボルシア・メンヘングラートバッハ | 2014–15  | 24         | 0          | 2          | 0          | 8          | 0          | 34   | 0    |
| ドイツ                           | ドイツ   | 75         | 3          | 5          | 0          | 16         | 0          | 96   | 3    |
| 通算                             | 通算     | 151        | 8          | 18         | 0          | 47         | 1          | 216  | 9    |